# MacWWW
MacWWW, также известный как Samba, — первый браузер, разработанный для платформы Mac OS, и первый не для UNIX. Дизайн браузера был схож с дизайном WorldWideWeb. Это был коммерческий продукт от ЦЕРН, стоимость его составляла 50 ЭКЮ.

## История
Браузер изначально разрабатывался в ЦЕРН Робертом Кайо, позднее к разработке подключилась Никола Пэллоу, ранее работавшая над Line Mode Browser, поэтому эти браузеры имеют некоторые одинаковые фрагменты исходного кода.
Первая стабильная версия браузера вышла 12 мая 1993.

## Возможности
MacWWW отображал только текстовую информацию, не поддерживал работу с изображениями или списками.
- Встроенная поддержка THINK C в пользовательском интерфейсе.
- Поддержка закладок[7].
- Поддержка нескольких шрифтов для гипертекстовых объектов и «якорей», заложенных в стили[4].

После выхода браузеров NCSA Mosaic и MacWeb MacWWW подвергли критике из-за существенно более бедной функциональности.